# Parla con gli alberi
Parla con gli alberi o Talking to the trees è un film del 2012 diretto da Ilaria Borrelli e prodotto da Guido Freddi che lo ha co-scritto insieme alla stessa Borrelli. Il lungometraggio racconta e denuncia lo schiavismo e la prostituzione minorile ai danni di bambini nei bordelli cambogiani, e del turismo sessuale praticato dagli occidentali, spesso europei.

## Trama
Mia, italiana che conduce una vita di lusso a Parigi, incinta, ex ed cocainomane, decide di fare una visita a sorpresa al marito Xavier in Cambogia, imprenditore francese nel settore della falegnameria, vedendo nel loro bambino in arrivo la propria liberazione dalla dipendenza verso la cocaina. Tuttavia, seguendo il marito, incosapevole della sua visita, Mia scorge quest'ultimo in un bordello in cui ci sono bambine costrette a prostituirsi, e lo vede durante un rapporto sessuale con una bambina di nome Srey. Mia sconvolta da ciò che ha visto, decide di tagliare i ponti col marito, e di fare tutto il possibile per salvare la povera Srey, ma l'impresa diventa ardua, poiché le bambine del bordello sono tenute prigioniere da un pericoloso magnaccia di nome Sanan. Mia riesce a convincere Sanan a vendergli sia Srey che il suo fratellino Kiri (entrambi rapiti con l'inganno in seguito alla morte accidentale della loro nonna, causata proprio dalla devastazione forestale dell'impresa di Xavier), ma Sanan la inganna dopo che Mia non è riuscita a prelevare abbastanza denaro dal bancomat, costringendola a prostituirsi con un generale col quale mantiene agganci con la polizia, e successivamente facendo sparire Kiri. 
Alla fine Mia rubando un'auto riesce a scappare con Srey, portandosi con sé altre due bambine che si erano nascoste nel portabagagli. Il viaggio si rivela molto arduo, poiché la donna e le bambine non solo si ritrovano braccate da Sanan e i suoi, ma anche dalla polizia cambogiana che le cerca per il furto dell'auto, inoltre durante il viaggio tortuoso, Mia dovrà affrontare la morte di una delle bambine, causata da un'infezione del sangue (dal momento che le ragazzine sono state ricucite dal loro aguzzino poiché i clienti le preferivano vergini), dal rifiuto della madre di una di queste a riprendersi la propria figlia poiché marchiata come "sporca" dalla sua famiglia, ed infine dalla fatica dell'incursione nei boschi per raggiungere la strada del "taglio cinese" per arrivare a casa di Srey in cui l'aspetta il padre, un militare.
Nell'addentrarsi nella foresta inoltre, il rapporto tra Mia e Srey si sfalda quando la donna le rivela che Xavier è suo marito, e nel momento in cui Mia inizia a provare controversi sentimenti di gelosia nei confronti di Srey per i rapporti sessuali con il marito. Le due tuttavia riusciranno a comprendersi quando Srey nota la sofferenza di Mia, e quest'ultima invece si rende conto di quanto sia assurda la sua gelosia, che non teneva neanche conto di quanto abbia patito la bambina ad avere anche 20 clienti al giorno, spesso occidentali che andavano lì per festeggiare il raggiungimento di qualche proprio obiettivo quali l'esame di maturità. Le tre alla fine giungono al taglio cinese, ma qui le bambine vengono ricatturate da Sanan e i suoi, tuttavia Mia viene soccorsa dal padre di Srey che insieme ad un suo compagno militare bloccano l'auto dei rapitori, e riescono con qualche difficoltà a salvare le bambine, anche grazie all'intervento di Mumy, un agente di polizia che precedentemente dopo aver arrestato Mia, aveva avuto compassione per lei e le bambine, e le aveva lasciate andare, offrendosi anche di aiutarle, è proprio quest'ultimo a sparare a morte Sanan.
Il bordello viene chiuso, e gli uomini di Sanan vengono arrestati. Mia, che alla fine non ha dato alla luce il proprio figlio Teo, denuncia al mondo intero la prostituzione minorile, e successivamente torna da Srey in Cambogia, dove finalmente torna sano e salvo anche Kiri. Intanto Xavier che ancora non aveva avuto notizie della moglie, nota in una bambina che gli sta facendo la pedicure e col quale intende avere un rapporto sessuale, gli orecchini che lui aveva regalato a Mia, è che la donna aveva tuttavia lasciato alla bambina dopo aver scoperto le nefandezze del marito. L'uomo inizia ad urlare contro la bambina cambogiana, e quest'ultima lo infilza con la lima della pedicure, uccidendolo.

## Produzione
Il film prodotto da Capetoste Pictures, è stato girato prevalentemente in Cambogia dove le ripreste sono durate all'incirca 3 mesi e mezzo. Tutti gli attori cambogiani non avevano mai lavorato al cinema, e sono stati istritui per due settimane dalla troupe di Ilaria Borrelli. Benché la storia sia di fantasia, tutti gli eventi raccontati nel film, compresi i racconti delle bambine, sono ispirati a vere inchieste e ad interviste realizzate sul luogo dalla troupe. La produzione della pellicola è costata all'incirca 50.000 euro.

## Festival e Distribuzione
Il film è passato al Festival des Films du Monde de Montréal nel 2012, ed è stato premiato come miglior film al Women International Los Angeles di Miami nel 2013. La distribuzione italiana del film è a cura della Stemo Production e la sua uscita è avvenuta soltanto il 17 novembre 2016. È andato in onda in chiaro in televisione su Rai Movie il 10 marzo 2021. Infine il film è stato reso disponibile gratuitamente in streaming su Raiplay. Negli Stati uniti il film è stato distribuito sulla piattaforma Prime Video, oltre che in formato DVD, col titolo The Girl From The Brothel, mentre in Francia come Retour à la vie.